# Стерналиці (Свентокшиське воєводство)
Стерналиці (пол. Sternalice) — село в Польщі, у гміні Ліпник Опатовського повіту Свентокшиського воєводства.
Населення — 208 осіб (2011).
У 1975-1998 роках село належало до Тарнобжезького воєводства.

## Демографія
Демографічна структура на день 31 березня 2011 року:
|          | Загалом | Допрацездатний вік | Працездатний вік | Постпрацездатний вік |
| -------- | ------- | ------------------ | ---------------- | -------------------- |
| Чоловіки | 100     | 23                 | 68               | 9                    |
| Жінки    | 108     | 23                 | 63               | 22                   |
| Разом    | 208     | 46                 | 131              | 31                   |